# Андрейцево (Конаковский район)
Андре́йцево — деревня в Конаковском районе Тверской области. Входит в состав Юрьево-Девичьевского сельского поселения.

## География
Находится в юго-восточной части Тверской области на расстоянии приблизительно 8 км на северо-запад от районного центра города Конаково в левобережной части района.

## История
Известна была с 1687 года как пустошь. В 1900 году было учтено 14 дворов. В XIX века называлась также Новый Приют по местной дворянской усадьбе.

## Население
Численность населения: 101 человек (1900 год), 5 (русские 100 %) в 2002 году, 1 в 2010.